# Alfred Schmidt (sollevatore)
Alfred Schmidt, dal 1936 Ain Sillak (Hageri, 1º maggio 1898 – Tallinn, 5 novembre 1972), è stato un sollevatore estone.

## Palmarès

### Olimpiadi
- Argento a Anversa 1920 nei pesi piuma.